# Joyeeta Gupta
Joyeeta Gupta (Delhi, 12 juni 1964) is faculteitshoogleraar "duurzaamheid" en hoogleraar "milieu en ontwikkeling van het mondiale zuiden" aan de Universiteit van Amsterdam.

## Leven
Ze werd geboren in Delhi, hoofdstad van India. In haar jeugd verhuisde ze echter steeds omdat haar vader officier was bij de Indiase luchtmacht; ze trokken van basis naar basis. Gupta studeerde rechten aan de Universiteit van Gujarat en verdiende geld met het schrijven van artikelen in The Indian Express; zo legde ze in haar consumentenrubriek de (relatieve) wetteloosheid binnen de Indiase consumentenwereld bloot (onjuiste weergave van hoeveelheid goederen en verstelde weegschalen etc). Het leverde haar een studiebeurs op. Dit leidde allemaal tot de richting milieurecht via werkzaamheden bij een milieurechtenkantoor in India. Dit mondde uit in deelname aan een onderzoek naar de Giframp Bhopal bij/door Union Carbide (1984). Dat onderzoek leidde tot een opleiding aan de Harvard Law School en werkzaamheden bij/met Ralph Nader. Haar gevoeligheid voor astma en medicatie daartegen leidden tot een proefschrift daarover; ze studeerde in 1988 af. Naar haar eigen zeggen was het medicijn verboden op de Amerikaanse markt, maar “gewoon verkrijgbaar” in India.
Onderzoek naar het dumpen van afval bracht haar naar Nederland; ze leerde haar man daar kennen en kon gaan werken bij het ministerie van milieubeheer. Ze moest (mede) zorgen voor de Engelstalige component, maar moest wel eerst nog Nederlands leren; hetgeen ze aan de hand deed van schrijvers als Marga Minco en Louis Couperus. Ook liet ze zich scholen door de nonnen van Vught. Ze studeerde (PhD in 1997) en werkte enige tijd aan het Instituut voor milieuvraagstukken van de Vrije Universiteit Amsterdam. Er volgden werkzaamheden bij IHE Delft Institute for Water Education (2003), Intergovernmental Panel on Climate Change (IPCC, 2004), Vrije Universiteit (professor klimaatverandering, 2006), Amsterdam Global Change Institute (AGCI, verbonden aan de VU, 2011).
In 2012 stapte ze over naar de Universiteit van Amsterdam, de onderzoekgroep naar internationale ontwikkelingsstudie; daardoor kwam ze nog nauwelijks de campus op het Roeterseiland af, alleen forenzen naar woonplaats Wateringen. Dit combineerde ze met tal van werkzaamheden op haar vakgebied, zoals bij het VN-Milieuprogramma (UNEP, 2017).
Door haar familiebezoeken aan India en beroepsmatige werkzaamheden kreeg ze enigszins last van vliegschaamte, mede door bijvoorbeeld acties van Extinction Rebellion. Ze probeerde het vliegen daarna te beperken.
In alle ontwikkelingen in de wereld (op welke schaal dan ook) ziet ze dat veel problemen te danken zijn aan de verschillen tussen Noord-Zuid, of dat nu de wereld (tegenstellingen noordelijk halfrond tegen zuidelijk halfrond, Europa (rijkere noorden tegenover armere zuiden) of Nederland (noordwesten tegenover zuidoosten) betreft.
In de 21e eeuw had/heeft ze zitting in tal van commissies en onderzoeken.

## Onderscheidingen
Ze was in 2007 zonder het zelf door te hebben medewinnaar van de Nobelprijs voor de vrede; ze was toen werkzaam bij IPCC dat samen met Al Gore de prijs won. Haar inzet bij de besprekingen van klimaatverandering en fossiele brandstof leverde haar een ERC Advanced Grant op (2019). In 2022 won ze de Piers Sellers Prize vanwege haar bijdrage aan oplossingsgericht klimaatonderzoek. Dit werd in 2023 gevolgd door de toekenning van de Spinozapremie.

## Publicaties (selectie)
- The climate change convention and developing countries - From conflict to consensus? (1997, Kluwer Academic Publishers),
- On behalf of my delegation (2000, ook uitgebracht in Frans en Spaans)
- Our simmering planet: What to do about global warming (2001, Zed Publishers; vertaald naar Koreens)
- History of global climate governance (2014: Cambridge University Press)

## Persoonlijk leven
Haar gezinssituatie is in 2023 dat haar vader al enige tijd geleden overleden is; moeder en zus (journalist) leven in India. Gupta is na een korte kennismaking getrouwd met Hans van der Hoeven (naar eigen zeggen "liefde op het eerste gezicht").